# Буглаев, Владимир Тихонович
Владимир Тихонович Буглаев (18 июля 1932 — 20 февраля 2020) — российский учёный, доктор технических наук, профессор, ректор Брянского института транспортного машиностроения (Брянского государственного технического университета) (1979—2002).

## Биография
Родился 18 июля 1932 г. в Брянске.
Окончил Брянский институт транспортного машиностроения (1956) и с 1957 года работал там же (1956—1957 инженер-исследователь на Металлическом заводе в Ленинграде): ассистент кафедры, аспирант, начальник научно-исследовательского сектора (1962—1967), доцент кафедры «Теплотехника», зав. кафедрой (1968—1979), проректор по научной работе (1971—1978). Ректор БИТМ/БГТУ (06.02.1979 — 12.11.2002). С 2002 г. президент университета.
В 1962 г. окончил аспирантуру по специальности «Теоретические основы теплотехники» с защитой диссертации на тему «Тепло- и массообмен при конденсации водяного пара в присутствии воздуха внутри вертикальных трубных пучков».
Специалист в области паровых и газовых турбин (тепловых двигателей), процессов тепло- и массообмена, аэродинамики и гидродинамики.
Доктор технических наук (1979), профессор (1976). Диссертация:
- Исследование и интенсификация работы трубчатых поверхностей теплообмена аппаратов паротурбинных установок : диссертация … доктора технических наук : 05.04.01. — Брянск, 1978. — 438 с. : ил.

Умер 20 февраля 2020 г.
Семья: жена, сын.

## Награды и звания
Заслуженный деятель науки и техники РФ. Почётный работник газовой промышленности РФ (1995). Почётный работник высшего профессионального образования РФ (2000). Почетный гражданин г. Брянска (1985). Награждён орденом Трудового Красного Знамени и орденом Почёта (2001), тремя медалями.